# Jarteinabœkr Þorláks helga
Jarteinabœkr Þorláks helga o Jarteinabœkr Þorláks byskups, también conocido como Jarteinabók I, ha sobrevivido hasta nuestros días en un manuscrito muy antiguo. La obra se acerca bastante al libro de los milagros del sucesor de Torlak de Islandia, el obispo Páll Jónsson de Skálholt, que había leído en el Althing de 1199. Se añadieron constantemente citas sobre nuevos milagros, por lo tanto existen varias versiones sobre los milagros de San Torlak, algunos más o menos idénticos entre ellos.